# 克里本多夫饭店
36°03′44.4″N 120°19′00″E / 36.062333°N 120.31667°E
克里本多夫饭店（德語：Hotel Krippendorff），为青岛德占时期的一座饭店，位于今中国山东省青岛市市南区太平路33号，始建于1899年，后改称中和饭店，1949年后长期为青岛日报社办公楼，今已不存。

## 历史
1899至1900年间，海因里希·克里本多夫（Heinrich Krippendorff）与胡戈·克里本多夫（Hugo Krippendorff）兄弟在青岛前海建造并开办了以其姓氏命名的饭店，该饭店成为青岛继海因里希亲王饭店之后的第二家大型饭店。1904年1月，胡戈·克里本多夫去世（一说胡戈获罪入狱）。1905年，《青岛官报》刊登了克里本多夫兄弟破产的告示。此后饭店被售予予他人，改称中和饭店（Central Hotel）。1906年8月，饭店被卖给奥古斯特·帕布斯特（August Pabst）。帕布斯特接手后曾对饭店大楼进行改造。1914年春，海因里希亲王饭店的所有者哈利洋行从帕布斯特手中买下了中和饭店。同年11月日军占领青岛，哈利洋行的财产被没收。不久中和饭店与海因里希亲王饭店一同成为日本人经营的青岛大饭店。1945年日本投降后，该建筑改为美国海军基督教青年会的驻地。1949年6月青岛解放后该楼改为青岛日报社办公楼。1987-1988年，报社拆除饭店旧址东侧的平房新建四层的印刷厂、资料室和单身集体宿舍。1996年9月，青岛市人民政府将饭店旧址北侧的青岛市总工会办公楼（鲁大矿业公司旧址）有偿转让给报社使用，此后日报社即计划翻新旧楼。1997年，克里本多夫饭店旧址被鉴定为危楼，当时分管城建的青岛市副市长李乃胜支持保留外墙，内部进行现代化改造，而报社计划旧楼拆除翻建以扩大办公面积。1998年3月30日，克里本多夫饭店旧址被拆除，拆除时其墙面、砖块已酥软，而木结构仍完好。原总工会办公楼、1987年所建四层楼等建筑亦先后被拆除，以建设新的青岛日报报业集团大楼。

## 建筑特色
克里本多夫饭店初建时位于威廉皇帝海岸（Kaiser-Wilhelm-Ufer，今太平路）与阿尔贝特大街（Albertstraße，今安徽路）路口东北角，面临青岛湾。该建筑建筑面积2053平方米，地上3层，地下1层，砖木结构，屋顶为平顶。正立面为不对称布局，西端为砖墙，其他部分为木制外廊。中间与西侧各设一门，前者通往二楼、三楼，后者通往餐厅。楼内有客房30间。
1900年代中期饭店转手后改造时，正立面外廊改为砖墙、拱窗。墙面颜色最初为浅色，1930年代大部分墙面涂成深色，1940年代改回浅色。1950年代屋顶由平顶改为红瓦坡屋顶。

## 图集
- 克里本多夫饭店，1900年代初
- 中和饭店，此时饭店建筑尚未改造
- 改造后的中和饭店
- 日资青岛大饭店时期的克里本多夫饭店旧址
- 太平路青岛大饭店，1930年代，可见克里本多夫饭店旧址当时的深色墙面
- 改为美国海军基督教青年会的克里本多夫饭店旧址
- 青岛前海，1950年代，右侧可见增建坡屋顶的克里本多夫饭店旧址
- 克里本多夫饭店原址的青岛日报社，2011年